# Moi Chee Keong
Moi Chee Keong (17 de marzo de 1959) es un deportista malasio que compitió en taekwondo. Ganó una medalla de bronce en el Campeonato Asiático de Taekwondo de 1978 en la categoría de –58 kg.

## Palmarés internacional
| Campeonato Asiático | Campeonato Asiático     | Campeonato Asiático | Campeonato Asiático |
| Año                 | Lugar                   | Medalla             | Categoría           |
| ------------------- | ----------------------- | ------------------- | ------------------- |
| 1978                | Hong Kong (Reino Unido) | Medalla de bronce   | –58 kg              |